# Rhi Jeffrey
Pour les articles homonymes, voir Jeffrey.
Rhiannon Jeffrey dit Rhi Jeffrey, née le 25 octobre 1986 à Delray Beach en Floride, est une nageuse américaine spécialiste de la nage libre.

## Biographie
Elle devient championne à Barcelone en 2003 dans les deux relais 4 × 100 m et 4 × 200 m où l'équipe américaine devance l'Allemagne et l'Australie sur la première épreuve, et l'Australie et la Chine sur la deuxième.
L'année suivante, elle fait partie de la délégation américaine aux Jeux olympiques d'Athènes en 2004 dans l'épreuve de relais 4 × 200 m. Elle participe à la phase de qualification avec Lindsay Benko, Carly Piper et Rachel Komisarz : l'équipe réalise la meilleure marque en 8 min 0 s 81 mais Jeffrey fait le moins bon chrono. En finale, la nageuse ne fait pas partie des sélectionnées avec un quatuor composé de Natalie Coughlin, Dana Vollmer, Kaitlin Sandeno et Carly Piper. Le relais américain féminin devient champion olympique en 7 min 53 s 42 avec le record du monde à la clé.